# Timár Zoltán (színművész)
Timár Zoltán névvariáns: Tímár Zoltán (Békéscsaba, 1954. december 3. –) magyar színész, színházigazgató.

## Életpályája
Szegeden folytatott középiskolai tanulmányokat és 1972-ben, 16 évesen otthagyta a szakközépiskolát és segédszínésznek állt Kecskeméten. Itt, segédszínészi munkája mellett hat hónap alatt leérettségizett. A Katona József Színházban Ruszt József volt az egyik mestere. Színészként, 1978-ban végzett a Színház és Filmművészeti Főiskolán, Vámos László osztályában. 1978 őszétől Békéscsabán szerepelt, 1980-tól a budapesti Népszínház szerződtette, a Várszínházban lépett fel. Pályája elején mondta:

„Jó színház után vágyódom, ahol a próba után nem ér véget a színésszé alakulás folyamata… hiszek abban, hogy lesz néhány pályatárs, aki nem rohan állandóan.”

 1981-től egy évadot töltött Nyíregyházán, itt a Móricz Zsigmond Színház állandó társulatának egyik alapító tagja lett. 1982-től ismét Békéscsabán játszott. 1984-től 1987-ig a zalaegerszegi Hevesi Sándor Színház társulatának tagja lett. Ezután három éven át Párizsban, egy évig Strasbourgban folytatott színházi tanulmányokat.
Franciaországból nyújtotta be színházigazgatói pályázatát is, mivel Gálfy László színházigazgatói mandátuma lejárt, és az 1992–1993-as évadban nyolc pályázó közül elnyerte a Békés Megyei Jókai Színház igazgató-főrendező állását. Vezetése alatt 15 százalékkal növekedett a nézőszám, az 1991-re tervezett 6,5 millió forintos, később 10 millióra, majd 14 millió forintra felemelt bevételi kötelezettséget 15,5 millió forintra teljesítették. Ám évad közben a megyei közgyűlés megvonta tőle a bizalmat – alkalmatlanság címén – és megfosztotta a kinevezésétől, s az egyik korábbi pályázót, Konter Lászlót bízta meg az igazgatói teendők ellátásával, újabb pályázatot kiírva a direktori szék betöltésére.  
Konter Lászlót kinevezték a színház élére, az aláírásgyűjtési akciót kezdeményező, illetve sztrájkkal fenyegetőző színészek egy részének fellépése következtében kirúgott színidirektor pedig beperelte a megyei önkormányzatot. 1993 októberében a Gyulai Munkaügyi Bíróság megállapította, hogy a direktor munkaviszonyának felmondása nem valós indokokra alapozódott, ezért kötelezte a megyei önkormányzatot: semmisítse meg a közgyűlés határozatát. Az ítélet nem volt jogerős.

## Fontosabb színházi szerepei
- William Shakespeare: Vízkereszt, vagy amit akartok... Orsino, Illyria hercege
- William Shakespeare: Lear király... szereplő
- Molière: Tartuffe... Damis
- Molière: Férjek iskolája... Valér
- Molière: Doktor Fregoli... Valér
- Molière: Don Juan, avagy a Kőszobor lakomája... Rőzse
- Platón: Szokratész védőbeszéde... Melétosz
- Friedrich Schiller: Ármány és szerelem... Wurm
- Anton Pavlovics Csehov: Három nővér... Fedotyik
- Makszim Gorkij: Éjjeli menedékhely... Mihail Ivanov Kosztiljov, az éjjeli menedékhely tulajdonosa
- Lope de Vega: A kertész kutyája... Ricardo márki
- Arthur Schnitzler: Körtánc... A költő
- Bertolt Brecht: Sophoklés Antigonéja... Thébai vén
- Bertolt Brecht: Kurázsi mama és gyermekei... A zászlós
- Guy de Maupassant – Franz Gribitz – Therese Angeloff: Bel ami... Lakáj
- John Webster: A fehér ördög... Gasparo
- Lucian Blaga: A bálványok ledölnek... szereplő
- Jevgenyij Lvovics Svarc: Az árnyék... Ceasar Borgia, újságíró
- Ion Creangă: Fehér szerecsen... Csupaszképű
- Alexandr Gelman: Prémium... Csernyikov, Potapov főnöke
- Leon Kruczkowski: A szabadság első napja... Michal
- Pierre Barillet – Jean-Pierre Grédy: A kaktusz virága... Igor
- Kisfaludy Károly: A kérők... Perföldy, ügyész
- Vörösmarty Mihály: Csongor és Tünde... Fejedelem
- Jókai Mór: A kőszívű ember fiai... Tormandy
- Németh László: Sámson... 1. Filiszteus
- Hubay Miklós – Ránki György – Vas István: Egy szerelem három éjszakája... Bálint
- Romhányi József – Fényes Szabolcs: Hamupipőke... Pitvarmester, főbajkeverő
- Huszka Jenő: Mária főhadnagy... Krantz doktor

## Filmek, tv
- Sir John Falstaff (1977)
- Érettségi bankett után (1978)
- Hunyadi László (1978)... Hadnagy
- A Danton-ügy (1978)
- Ki beszél itt szerelemről? (1980)... egyetemi hallgató
- Ha majd mindenünk meglesz... (1981)
- Havasi selyemfiú (1981)